# Иоанн (Стойков)
Епископ Иоанн (в миру Стоян Костадинов Стойков; 29 ноября 1949, София — 22 февраля 2019, там же) — епископ Болгарской Православной Церкви, епископ Главиницкий.

## Биография
Основное и прогимназическое образование получил в училище Экзарха Анфима I в родном городе, откуда выпустился в 1963 году. В 1969 году окончил Софийскую духовную семинарию преподобного Иоанна Рыльского в Черепише.
11 января 1969 года был пострижен в монашество в Бачковском Успенском монастыре митрополитом Старозагорским Панкратием. Его духовным наставником стал его преподаватель, тогдашний игумен Бачковской обители, епископ Браницкий Герасим (Боев). 30 марта того же года был рукоположён в сан иеродиакона епископом Браницким Герасимом в монастырском Никольском храме.
В 1969—1971 годы проходил срочную службу в Болгарской армии.
21 мая 1971 года епископом Браницким Герасимом в монастырском Успенском соборе был рукоположён в сан иеромонаха.
С 1 апреля 1972 по 28 февраля 1975 году служил приходским священником в селе Кирилметодиеве Старозагорской епархии. Одновременно проходил служение в канцелярии Старозагорской митрополии, помогая правящему архиерею в административной и просветительско-богослужебной работе. Организовал епархиальную библиотеку. В связи с подготовкой к назначению протосингелом, стал посещать сёла епархии, где жили семьи, поражённые сектантской пропагандой и произносить противосектантские проповеди.
1 марта 1975 года был назначен исполняющим обязанности протосингела Старозагорской митрополии, а 1 июля того же года утверждён в этой должности.
1 января 1976 года в Старозагорском Никольском храме был возведён в достоинство архимандрита митрополитом Старозагорским Панкратием.
В 1976 году окончил Софийскую духовную академию, защитив дипломную работу «Станислав Доспевский» на кафедре христианского искусства под руководством профессора Ивана Пандурского.
15 сентября того же года, был направлен в научную командировку для специализации в Московскую духовную академию как профессорский стипендиат, где защитил кандидатскую диссертацию на тему «Образ пастыря по творениям св. Григория Двоеслова».
По возвращении на родину 1 июля 1978 года был назначен протосингелом Видинской епархии. Усердно помогал в управлении дел епархии, посещал храмы, произносил проповеди, участвовал в архиерейских службах и служебных поездках, завёл епархиальную библиотеку, председательствовал в церковном настоятельстве Видинского Николаевского митрополичьего храма.
1 сентября 1982 года был назначен заместителем ректора и священником Софийской духовной семинарии. Став ректором семинарии, 1 июля 1986 года был определён преподавать Пастырское богословие, Литургику, Богослужение и Церковно-славянское чтение. Кроме того преподавал историю Болгарской Церкви.
С 10 июля 1987 года — духовный наставник и председатель церковного настоятельства пансиона при Софийской духовной академии. Рядовое богослужение совершал в академическом храме; также служил в Александро-Невском патриаршем соборе.
1 июля 1988 года был назначен начальником Богослужебного отдела Священного Синода Болгарской Православной Церкви. С 27 февраля по 1 июля 1989 года состоял председателем церковного настоятельства Александро-Невского патриаршего собора.
С 1 декабря 1991 по 22 декабря 2006 года находился на специализации в командировке в Германии, где окормлял болгарский приход святителя Климента Охридского в Мюнхене. За это время защитил магистерскую диссертацию на тему «Святой Амвросий Медиоланский и его учение о пастырском служении» («Hl. Ambrosius von Mailand und seine Lehre űber den Hirtendienst»), а также написал докторские диссертации на тему «Антропология Карла Маркса» («Antropologie von Karl Marx») и «Жизнь, труды и верования патриарха Евфимия» («Leben, Werk und Anschauungen des Patriarchen Euthymius»).
25 ноября 1996 года «за ревностное служение в Мюнхенском Климентовском приходе» награждён митрополитом Западно-Европейским Симеоном золотым орденом Иоанна Рыльского Западно-Европейской епархии Болгарской Православной Церкви.
По возвращении в Болгарию, с 1 февраля 2007 года вернулся на пост начальника Богослужебного отдела при Синодальной канцелярии. Проходил пастырское служение в Александро-Невском патриаршем соборе.
Был избран и 29 ноября 2010 года во время сессии Священного Синода наречён во епископа Главиницкого.
30 ноября того же года в патриаршем кафедральном соборе святого Александра Невского хиротонисан во епископа Главиницкого и назначен викарием Варненской епархии. Хиротонию совершили: Патриарх Болгарский Максим, митрополит Врачанский Каллиник (Александров), митрополит Сливенский Иоанникий (Неделчев), митрополит Видинский Дометиан (Топузлиев), митрополит Варненский и Великопреславский Кирилл (Ковачев), митрополит США, Канады и Австралии Иосиф (Босаков), Западно- и Среднеевропейский Симеон (Костадинов), митрополит Великотырновский Григорий (Стефанов), митрополит Русенский Неофит (Димитров), митрополит Неврокопский Нафанаил (Калайджиев), митрополит Ловчанский Гавриил (Динев), митрополит Доростольский Амвросий (Парашкевов), епископ Стобийский Наум (Димитров), епископ Левкийский Павел (Петров), епископ Тивериопольский Тихон (Иванов), епископ Маркианополский Константин (Петров) и Знепольский Иоанн (Иванов).
18 июля 2013 года решением Священного Синода был освобождён от должности викария Варненской епархии и направлен на послушание в Бачковский монастырь, как епископ, в расположении Священного Синода. С 20 сентября 2014 года находился на послушании в Рильском монастыре.
Умер 22 февраля 2019 года в Софии после продолжительной болезни.